# Hodgdon
Hodgdon ist eine Town im Aroostook County des Bundesstaates Maine in den Vereinigten Staaten. Im Jahr 2020 lebten dort 1290 Einwohner in 581 Haushalten auf einer Fläche von 103,5 km².

## Geographie
Nach dem United States Census Bureau hat Hodgdon eine Gesamtfläche von 103,52 km², von der 103,13 km² Land sind und 0,39 km² aus Gewässern bestehen.

### Geographische Lage
Hodgdon liegt im Südosten des Aroostook Countys, an der Grenze zu Kanada. Die Oberfläche der Town ist eben. Höchste Erhebung ist der 259 m hohe Westford Hill befindet sich südöstlich von Hodgdon. Durch den westlichen Teil von Hodgdon fließt der Meduxnekeag River.

### Nachbargemeinden
Alle Entfernungen sind als Luftlinien zwischen den offiziellen Koordinaten der Orte aus der Volkszählung 2010 angegeben.
- Norden: Houlton, 4,0 km
- Osten: Richmond Parish, Carleton County, New Brunswick, 19,3 km
- Süden: Cary Plantation, 3,5 km
- Südwesten: Unorganized Territory von South Aroostook, 41,7 km
- Westen: Linneus, 15,8 km
- Nordwesten: New Limerick, 16,4 km

### Stadtgliederung
In Hodgdon befinden sich mehrere Siedlungsgebiete: East Hodgdon, Hodgdon, Hodgdon Corners, Hodgdon Mills, Jackins Settlement, South Hodgdon (ehemaliges Postamt) und Union Corners.

### Klima
Die mittlere Durchschnittstemperatur in Hodgdon liegt zwischen −11,7 °C (11° Fahrenheit) im Januar und 18,3 °C (65° Fahrenheit) im Juli. Damit ist der Ort gegenüber dem langjährigen Mittel der USA um etwa 10 Grad kühler. Die Schneefälle zwischen Oktober und Mai liegen mit über fünfeinhalb Metern knapp doppelt so hoch wie die mittlere Schneehöhe in den USA, die tägliche Sonnenscheindauer liegt am unteren Rand des Wertespektrums der USA.

## Geschichte
Die Town wurde am 11. Februar 1821 gegründet und nach John Hodgdon, dem frühen Landbesitzer benannt. Entstanden ist die Town aus den zwei Townships im Norden der Groton Academy Grant und im Süden der Westfield Academy Grant. Die ersten Siedler erhielten ihr Land von John Hodgdon. Der nächste Bahnhof befindet sich in Houlton an der Strecke der ehemaligen European and North American Railway.
Am Meduxnekeag River befanden sich diverse Mühlen, unter anderem drei Sägemühlen, eine Schrotmühle. Zu den Produkten gehörten langes und kurzes Schnittholz, Schindeln, Stühle, Mehl Grieß, Kutschen, Stiefel und Schuhe. Die erste Sägemühle wurde im Jahr 1828 von Jabez Bradbury gebaut. Zudem gab es eine Dampfholzmühle.

### Einwohnerentwicklung
| Volkszählungsergebnisse – Town of Hodgdon, Maine | Volkszählungsergebnisse – Town of Hodgdon, Maine | Volkszählungsergebnisse – Town of Hodgdon, Maine | Volkszählungsergebnisse – Town of Hodgdon, Maine | Volkszählungsergebnisse – Town of Hodgdon, Maine | Volkszählungsergebnisse – Town of Hodgdon, Maine | Volkszählungsergebnisse – Town of Hodgdon, Maine | Volkszählungsergebnisse – Town of Hodgdon, Maine | Volkszählungsergebnisse – Town of Hodgdon, Maine | Volkszählungsergebnisse – Town of Hodgdon, Maine | Volkszählungsergebnisse – Town of Hodgdon, Maine |
| Jahr                                             | 1800                                             | 1810                                             | 1820                                             | 1830                                             | 1840                                             | 1850                                             | 1860                                             | 1870                                             | 1880                                             | 1890                                             |
| ------------------------------------------------ | ------------------------------------------------ | ------------------------------------------------ | ------------------------------------------------ | ------------------------------------------------ | ------------------------------------------------ | ------------------------------------------------ | ------------------------------------------------ | ------------------------------------------------ | ------------------------------------------------ | ------------------------------------------------ |
| Einwohner                                        |                                                  |                                                  |                                                  |                                                  | 665                                              | 862                                              | 963                                              | 989                                              | 1089                                             | 1113                                             |
| Jahr                                             | 1900                                             | 1910                                             | 1920                                             | 1930                                             | 1940                                             | 1950                                             | 1960                                             | 1970                                             | 1980                                             | 1990                                             |
| Einwohner                                        | 1130                                             | 1153                                             | 1070                                             | 1054                                             | 1076                                             | 1162                                             | 926                                              | 933                                              | 1084                                             | 1257                                             |
| Jahr                                             | 2000                                             | 2010                                             | 2020                                             | 2030                                             | 2040                                             | 2050                                             | 2060                                             | 2070                                             | 2080                                             | 2090                                             |
| Einwohner                                        | 1240                                             | 1309                                             | 1290                                             |                                                  |                                                  |                                                  |                                                  |                                                  |                                                  |                                                  |

## Wirtschaft und Infrastruktur

### Verkehr
Durch Hodgdon führt der U.S. Highway 1 und verbindet Hodgdon in nördlicher Richtung mit Presque Isle und in südlicher Richtung mit Weston.

### Öffentliche Einrichtungen
Hodgdon besitzt keine eigene Bücherei. Die nächstgelegene ist die Cary Library in Houlton.
Es gibt kein Krankenhaus oder Medizinische Einrichtung in Hodgdon. Das nächstgelegene Krankenhaus für Hodgdon und die Region befindet sich in Houlton.

### Bildung
Hodgdon gehört mit Amity, Cary Plantation, Haynesville, Linneus, Ludlow und New Limerick zum Maine School Administrative District #70.
Im Schulbezirk werden folgende Schulen angeboten:
- Mill Pond School in Hodgdon
- Hodgdon Middle / High School in Hodgdon

## Persönlichkeiten

### Söhne und Töchter der Stadt
- Ira G. Hersey (1858–1943), Politiker